# Saison 4 de Ghost Adventures
Chronologie
Saison 3 Saison 5
Cet article traite de la quatrième saison des reportages de Ghost Adventures, une équipe américaine de chasseurs de fantômes.

## Distribution

### Personnages principaux
- Zak Bagans
- Nick Groff
- Aaron Goodwin

### Personnages récurrents
- Billy Tolley, spécialiste des phénomènes de voix électroniques (PVE)

## Liste des épisodes

### Épisode 1:Les Âmes de Gettysburg
- États-Unis : 17 septembre 2010[2]
- France : 10 juin 2014 sur Planète + No Limit[3]

- Carol Starr, témoin
- Joe Svelha, gardien
- Sam Bistline, chef d'équipe ferroviaire

En 1863 s'est déroulé l'une des plus importantes batailles de la guerre de Sécession, dite bataille de Gettysburg. Au cours de cette bataille, Jennie Wade, qui habitait sur les lieux, est décédée à la suite d'un tir d'un soldat confédéré qui ne lui était pas destiné. L'enquête se déroule sur trois lieux: un orphelinat, la maison de Jennie Wade puis le hangar ferroviaire. Dans l'orphelinat, il est dit qu'une certaine Rosa, gouvernante sadique, maltraitait les enfants et ordonnait aux plus âgés de battre les plus petits.

### Épisode 2:L'Asile Rolling Hills
- États-Unis :
- France :

- Stacey Jones, témoin
- Jeff Parham, témoin

Cet établissement ouvert le 1er janvier 1827 à East Bethany dans l'Etat de New York a accueilli autrefois des sans-abris, des handicapés, des orphelins et des ivrognes. On raconte qu'une certaine infirmière prénommée « Emmie » aurait pratiqué la magie noire et était accusée de maltraitance sur des patients. 

### Épisode 3:Retour chez Bobby Mackey
- États-Unis :
- France :

- Monseigneur James Long, prêtre exorciste et président du synode de l'église vieille-catholique des Etats-Unis
- Nancy Waggoner, fan de l'émission
- Mike Haberman, fan de l'émission
- Tara Bahren
- Matt Coates, gardien
- Bobby Mackey, propriétaire

Zak, Nick et Aaron retournent sur un lieu qui les a marqué. Ils affirment que durant les semaines suivant leur première enquête sur ce lieu (voire saison 1), ils ont été suivis jusque chez eux par les esprits maléfiques du club et ont en fait des cauchemars. Aaron pense même qu'ils ont fait échouer son mariage. 

### Épisode 4:Le Sanatorium de Waverly Hills
- États-Unis :
- France : sur CStar

- Brandon Alvis
- Tina Mattingly, propriétaire
- Scott Gray, guide
- David Mullins, guide
- Shirlene Edwards, guide

Cet hôpital servit à partir des années 1910 à tenter de soigner les malades de la tuberculose. Mais sa réputation est sinistre tant les décès ont été nombreux, deux suicides d'infirmières ont été rapportés et de plus on parle de soupçons de maltraitance avant la fermeture du site. Aux légendes qui existent déjà, un professeur affirme que certains ont vu son double fantomatique (Doppelganger) et que lui-même a vu une ombre rampante dite « le rampeur ».

### Épisode 5:Stanley Hotel
- États-Unis :
- France : sur CStar

- Connor Randall, témoin
- Callea Seck, enquêtrice paranormale
- Madame Vera, médium
- Bailey Kramer, adolescente témoin
- Bill Chappell[16]

Cet hôtel construit en 1909 a inspiré le roman de Stephen King et film Shining de Stanley Kubrick. Stephen King y a fait un effrayant séjour le 28 octobre 1974, dormant dans la chambre 217 où il se sentit mal à l'aise. Faisant des recherches, il découvrit qu'une servante de l'hôtel, Elizabeth Wilson, fut gravement blessée lors d'une explosion dans cette même chambre le 25 juin 1911. En 1993, Jim Carrey a dormi dans cette chambre et est reparti sans explication. Des apparitions d'enfants auraient été vues dans la chambre 418. 

### Épisode 6:Bienvenue à Hill View Manor
- États-Unis :
- France : sur CStar

- Candy Braniff, propriétaire
- Gary Cangey, propriétaire
- Heidi Noel Schermaier
- Noel Marie Schermaier
- Peggy Julian, ancienne cuisinière
- Bill Chappell
- Billy Tolley, analyste des EVP[20]

Cet ancien hospice pour les pauvres se situe à New Castle en Pennsylvanie. Le bâtiment a été ouvert en octobre 1926, il est devenu un centre de soins dans les années 1970 avant de fermer ses portes en 2004. Deux suicides ont été répertoriés dont notamment deux personnes ayant sauté du toit. Par ailleurs, en 1971, des ossements humains ont été découverts derrière le bâtiment. 
.

### Épisode 7:La Mine de Vulture City
- États-Unis :
- France : sur CStar

- Craig Johnson (attention aux homonymes), enquêteur paranormal
- Dee Roberts (attention encore aux homonymes), enquêtrice paranormale
- Kim Mann, membre de l'East Valley Paranormal Society

Les trois investigateurs se dirigent vers une mine d'or ouverte en 1863 mais progressivement abandonnée à partir de 1942, devenant une ville-fantôme. Il est raconté qu'en 1923 sept mineurs venus voler de l'or auraient été tués à la suite d'un affaissement de la mine. 

### Épisode 8:Une nuit sur l'USS Hornet
- États-Unis :
- France : sur CStar

Les trois enquêteurs se rendent sur un porte-avions ayant participé à la seconde guerre mondiale dans le Pacifique; et désormais amarré dans la baie de San Francisco. Des suicides y ont été relatés chez les Marines notamment des pendaisons. 

### Épisode 9:La Palazza Mansion
- États-Unis :
- France :

- Chris Martinez, ancien propriétaire du manoir[30]
- Heather Gosovich, petite amie de Chris Martinez
- Nico Santucci, ancien propriétaire
- Eddie Mazzola
- Richard Senate, auteur et chercheur en paranormal
- Hailey

La demeure où l'investigation se situe étonnamment à Las Vegas, ville mondialement connue pour ses casinos. Elle a été construite en 1959.
Avant l'enquête, Zak Bagans interroge l'ancien propriétaire Chris Martinez et sa compagne, Heather. Chris affirme avoir vu l'attitude de son chien changer en venant ici et que le bar serait hanté tout comme le grenier où des voix auraient été entendues. De plus, il montre une des pièces cachées où du sang aurait été trouvé, comme si quelqu'un aurait été assassiné. La maison aurait appartenu en effet à un chef mafieux. Heather déclare pour sa part qu'elle entendait parfois des voix dire des choses négatives et perverses à son sujet, sans pouvoir voir quelqu'un, notamment quand elle se douchait. 

### Épisode 10:Les Esprits de Fort Chaffee
- États-Unis :
- France : sur CStar

- Lynn Merechka, ancien gardien
- Adrian Shawn Scalf, enquêteur paranormal
- Joey Chasteen, coordinateur du musée
- Beverly Glynn, enquêtrice paranormale
- Robbin Howe, enquêtrice paranormale
- Tina Scalf, enquêtrice paranormale
- Ivy Owen, administrateur de Chaffee Crossing
- Billy Tolley, analyste des PVE[34]

Ce camp de l'Arkansas ouvert en septembre 1941 a accueilli des prisonniers allemands durant la seconde guerre mondiale, des réfugiés vietnamiens en 1975 puis des réfugiés cubains en 1980. On ne voulait d'eux ni à Cuba ni aux Etats-Unis et ils étaient retenus dans ce camp. Les rixes étaient fréquentes entre les réfugiés. Ce fut également le quartier général de la 5e division blindée durant la guerre de Corée (1950-1953) puis un camp d'entrainement de l'armée américaine de 1956 à 1961.

### Épisode 11:Aux portes de la Vallée de la mort
- États-Unis :
- France : sur CStar

Les trois détectives du paranormal enquêtent sur un complexe minier construit en 1923. Des suicides se seraient produits dans le lieu appelé « la caverne sinistre ». 

### Épisode 12:Les Âmes de Fort Erié
- États-Unis :
- France : sur CStar

- Daryl Learn, maitre de conférences
- Kathryn Stark, témoin oculaire
- Sam Stark, maitre de conférences
- Kate Feetham, maitre de conférences
- Howard Beattie, propriétaire[39] d'une maison proche du fort

Ce fort a été occupé tour à tour par les Anglais et les Américains durant la guerre anglo-américaine de 1812 à 1815. Mais le principal évènement relaté est le siège sanglant par les Britanniques le 15 août 1814. Il est également raconté que reconstruit par les Canadiens des ossements de cette bataille furent broyés et mélangés à la restauration de la poterne ! Depuis 1939, on raconte que quatorze employés de la poterne du fort auraient démissionné car ils ne supportaient pas d'étranges odeurs de chair brûlée ! Certains témoins évoquent un fantôme sans tête et une autre silhouette sombre avec un chapeau haut de forme; Daryl Learn, invité de l'émission dont les ancêtres ont participé à la bataille prétend l'avoir déjà vu.

### Épisode 13:Massacre à la hache dans l'Iowa
- États-Unis :
- France : sur CStar

- Roy Marshall, écrivain et ancien policier
- Darwin Linn, propriétaire de la maison[44]
- Johnny Houser, spécialiste du paranormal[45]
- Roland Saenz[46], de Midway Paranormal Society
- Chris Dedman, enquêteur paranormal[46]
- Linda Cloud, ancienne résidente[46]
- Patty Williamson, ancienne résidente[46]
- Billy Tolley, analyste des PVE[46]

En juin 1912, 8 personnes dont 6 enfants ont été massacrés durant leur sommeil dans cette petite ville de l'Iowa. La police a suspecté plusieurs personnes dont un révérend mais aucune n'a été condamnée. Il est également raconté qu'en novembre 2014 un enquêteur paranormal se serait poignardé mystérieusement à la poitrine, ses hurlements alertant ses collègues. Il s'en est sorti malgré la blessure.

### Épisode 14:La Morgue de Seattle
- États-Unis :
- France : sur CStar

### Épisode 15:Pico House, Los Angeles
- États-Unis : 7 janvier 2011[50]
- France : sur CStar

- David Louie, commissaire[50]
- Robert Andrade, directeur général du Pueblo de Los Angeles[50]
- Ed Robles, responsable de la sécurité du Pueblo de Los Angeles[50]
- Angeles Sanchez, employée du Pueblo de Los Angeles[50]
- Kane Hodder, enquêteur de Hollywood Ghost Hunters et acteur de films d'horreur[50]
- Randal Allen Mihailoff, enquêteur de Hollywood Ghost Hunters et acteur de films d'horreur[50]
- Rick McCallum, enquêteur de Hollywood Ghost Hunters et acteur de films d'horreur[50]
- Billy Tolley, spécialiste des PVE[50]

L'hôtel a été ouvert en juin 1870 par Joe Pico. Le 24 octobre 1871, dix-huit personnes appartenant à la communauté chinoise ont été victimes d'une émeute dans le quartier de l'hôtel à la suite du décès d'un blanc d'une balle perdue, au cours d'un affrontement entre deux clans chinois rivaux. L'annonce de la mort d'un homme blanc a déchaîné une réaction farouche des habitants de Los Angeles contre la communauté chinoise d'où le lynchage et le massacre qui a suivi.
Dans le passé, plusieurs vigiles ont été témoins de phénomènes paranormaux, d'apparitions comme celle d'un homme avec une longue barbe marchant sur le toit. Certains agents de sécurité ont préféré ne plus retourner travailler sur les lieux. Angeles, une employée, affirme avoir vu un soir une ombre à ses côtés mais quand elle a allumé un interrupteur, personne n'était présent.

### Épisode 16:Retour à Goldfield Hotel
- États-Unis :
- France : sur CStar

### Épisode 17:Les Fantômes du Far West
- États-Unis : 21 janvier 2011[54]
- France : sur CStar

- Alan Levinson, propriétaire du Bonnie Springs Ranch[54]
- Joe Tasso, superviseur du Bonnie Springs Ranch[54]
- Tom Knapp, chef opérateur[54]
- Wallie Luna, de Las Vegas Paranormal Investigations[54]
- Christy Silva, de Las Vegas Paranormal Investigations[54]
- Billy Tolley, analyste PVE[54]

### Épisode 18:Longfellow's Wayside Inn (Épisode spécial de la Saint Valentin)
- États-Unis :
- France : sur CStar

- Lee Swanson, conservateur[57]
- Sue Whelpey
- Dan Grillo, ancien client de l'auberge[57]
- Guy Leblanc, directeur marketing

À l'origine, c'était une maison de la famille Howe construite en 1707 avant de devenir une auberge en 1716 à Sudbury, connue jusqu'en 1863 sous les noms de How's Tavern ou Red Horse Tavern avant de prendre le nom de Wayside Inn. Puis en 1897, Edward Rivers Lemon, un marchand, rachète l'auberge et la renomme Longfellow's Wayside Inn. Une légende raconte que Jerusha Howe, sœur de l'aubergiste, serait tombée amoureuse d'un marin anglais parti en mer mais qu'il ne serait jamais revenu. Elle serait morte à l'âge de 45 ans dans le chagrin, en 1842. Henry Ford a acquis l'auberge de 1923 à 1945.

### Épisode 19:Les Sorcières de Salem
- États-Unis :
- France : sur CStar

### Épisode 20:Jerome, la ville fantôme
- États-Unis :
- France : sur CStar

- Chris Altherr, manager de l'hôtel[62]
- Frank Madrid, enquêteur paranormal[62]
- Randy Arbogast, enquêteur paranormal[62]
- Lonnie Anderson, ébéniste[62]
- Renee Anderson, femme de Lonnie[62]
- Arianha Bialon[62]
- Gary Galka, ingénieur[62]
- Billy Tolley, spécialiste des PVE[62]

À Jérome, l'hôpital « United Verde » a été construit en 1926 et ouvert en janvier 1927 dans cette ville minière. Le 3 avril 1935, Claude Harvey, un employé, fut retrouvé écrasé par un ascenseur. En 1950, l'hôpital a été fermé, resté longtemps déserté avant d'être racheté en 1994 pour en faire un hôtel ouvert en 1996. Mais alors que les bâtiments étaient encore désaffectés, l'une des seules personnes qui surveillaient le bâtiment, Manoah Hoffpauir, fut retrouvé mort suspendu à des tuyaux en 1982. Curieusement, un agent de maintenance s'est lui aussi suicidé lors des premières années d'ouverture de l'hôtel, dans un bâtiment annexe. Les deux agents disaient avoir été témoins de phénomènes paranormaux. Il est souvent dit que l'hôpital avait enregistré 9000 décès du temps de son activité.
Résultat: le lieu est connu pou son intense activité paranormale: quintes de toux entendues, respirations, odeurs, apparition d'un enfant dans le couloir du 3e étage, apparition d'un chat mais aussi spectres d'infirmières, bruits de chaises roulantes... Renee Anderson, femme de Lonnie, ébéniste, raconte qu'à un moment une force invisible l'empêchait de passer par des escaliers.

### Épisode 21:L'Hôpital mémorial de Yorktown
- États-Unis :
- France : sur CStar

Cet hôpital a été fondé par des sœurs. Il a été fermé en 1988 après que près de 2000 décès y ont eu lieu selon un médecin, avant de devenir un centre de désintoxication pour toxicomanes. 
Avant d'être enfermé, Zak rencontre par hasard quelqu'un dont l'oncle a été poignardé dans cet hôpital. À noter également l'histoire d'une psychologue assassinée par un patient jaloux avec lequel elle avait eu une liaison. 

### Épisode 22:Madame Tussauds Wax Museum
- États-Unis :
- France :

### Épisode 23:Les Sous-sols de Sacramento
- États-Unis :
- France : sur CStar

- Staci Cox (historienne)[68]
- Shawn Peter (guide de Sacramento)[68]
- Susannah Rominger (employée du parc national)[68]
- Sue Simpkins (employée du parc national)[68]

L'historienne Stacy Cox ne le détaille pas mais en 1850 les habitants de Sacramento ont été victimes d'une épidémie de choléra. La ville a aussi été soumise à plusieurs crues meurtrières. Un témoin relate également avoir vu le fantôme du directeur décédé en 1998 d'un théâtre où un incendie a eu lieu. 

### Épisode 24:Le Barrage de Hales Bar
- États-Unis :
- France : sur CStar

- Mike Porter, directeur de la marina
- Victoria Ware
- Buddy West, ancien militaire

Ce barrage a été construit en 1913 à Guild dans le Tennessee sur les terres des Cherokees. Un chef de cette tribu expropriée aurait jeté une malédiction sur le barrage et celui-ci aurait été fermé 60 ans plus tard après de nombreuses fuites. Un plongeur y aurait eu un accident mortel. De plus, le lac artificiel du barrage a été construit en inondant un cimetière à son pied. 

### Épisode 25:La Prison d'esclaves
- États-Unis :
- France : sur CStar

- Jerry Gore, propriétaire
- Chris Maggard, enquêteur paranormal
- Josh Holmes, enquêteur paranormal
- Nashid Fakhrid-Deen
- Osunnike Anke

L'équipe de Zak enquête sur une maison construite en 1825 par des esclaves et dont le premier propriétaire William Phillips a aménagé au sous-sol une prison où les esclaves afro-américains auraient été enchainés et parfois torturés. Bien qu'un propriétaire postérieur a été plus bienveillant, aidant des esclaves à fuir vers le Nord par un chemin de fer clandestin, le lieu reste chargé. Un dénommé Monsieur Pears se serait suicidé dans le salon d'une balle dans la tête.
Des témoins racontent avoir vu une entité portant un chapeau, ressemblant à l'un des géoliers des esclaves. Aujourd'hui, la maison est habitée par Jerry Gore.

### Épisode 26:666
- États-Unis :
- France : sur CStar

- Kim Andersen, propriétaire de l'Asile 49
- Sara Young, infirmière
- Marie Bright, infirmière
- Jeff Bird, agent de sécurité

Une fois n'est pas coutume, l'enquête se déroule dans un hôpital encore à moitié en activité. Cet établissement de 1913 s'appele l' « Asile 49 » à Tooele. Les témoins racontent avoir vu trois fantômes: une infirmière en blouse blanche, un homme en noir et une petite fille.

### Épisode 27:Le Ranch deLoretta Lynn
- États-Unis :
- France : sur CStar

- Loretta Lynn, chanteuse de country et propriétaire du ranch[70]
- Bob Register, directeur touristique[70]
- LaSaundra Koylmeyer, employée du ranch[70]
- Linda Poole, employée du ranch[70]
- Louise Hovatter, employée du ranch[70]
- Megan Brutto[70]

La chanteuse de country affirme aux trois enquêteurs qu'autrefois elle a aperçu une femme vêtue de blanc au balcon: Piula Anderson, décédée après avoir perdu son bébé et enterrée au cimetière voisin. D'autres disent avoir vu un homme en noir la nuit dans des chambres et des fantômes de soldats confédérés. Les confédérés y auraient autrefois établi un camp. La présence d'une fosse aux esclaves au sous-sol obscurcit un peu plus le lieu. 